# En-me-nuna
En-me-nuna de Kish fue el décimo quinto rey sumerio de la primera dinastía de Kish (después de ca. 2900 BC), según la Lista Real Sumeria.